# Міжселенна територія Сургутського району
Міжселенна територія Сургу́тського району (рос. Межселенная территория Сургутского района) — муніципальне утворення у складі Сургутського району Ханти-Мансійського автономного округу Тюменської області, Росія.
Згідно із законами територія напряму підпорядковується районній владі.
Населення міжселенної території становить 99 осіб (2017; 113 у 2010, 347 у 2002).
Станом на 2002 рік усі населені пункти перебували у складі Білоярської сільської ради.

## Склад
До складу сільського поселення входять:
| Населений пункт    | Населення, осіб (2002) | Населення, осіб (2010) |
| ------------------ | ---------------------- | ---------------------- |
| Банний, селище     | 55                     | 25                     |
| Рябіновий, селище  | 141                    | -                      |
| Широкова, присілок | 7                      | -                      |
| Юган, присілок     | 144                    | 88                     |